# Brian McMahan
Brian McMahan (Louisville, 26 gennaio 1969) è un chitarrista e cantante statunitense.

## Biografia
È stato chitarrista degli Squirrel Bait ed in seguito è stato fondatore degli Slint, band seminale nel post-rock, nella quale cantava, oltre a suonare la chitarra. Dopo che gli Slint si sciolsero, cominciò a suonare con Will Oldham per il suo progetto Palace Brothers.
Nel 1994 Brian ha formato The For Carnation ed è l'unico membro permanente di questa band. È stato inoltre membro dei King Kong.